# Тырновци (Кырджалийская область)
Тырновци (болг. Търновци) — село в Болгарии. Находится в Кырджалийской области, входит в общину Джебел. Население составляет 55 человек.

## Политическая ситуация
В местном кметстве Тырновци, в состав которого входит Тырновци, должность кмета (старосты) исполняет Невин Ибрям Халибрям (Движение за права и свободы (ДПС)) по результатам выборов правления кметства.
Кмет (мэр) общины Джебел — Бахри Реджеб Юмер (Движение за права и свободы (ДПС)) по результатам выборов в правление общины.